# (5419) Benoua
(5419) Benoua (désignation internationale (5419) Benua) est un astéroïde de la ceinture principale.

## Description
(5419) Benoua est un astéroïde de la ceinture principale. Il fut découvert le 29 septembre 1981 à Naoutchnyï par Lioudmila Jouravliova. Il présente une orbite caractérisée par un demi-grand axe de 3,10 UA, une excentricité de 0,18 et une inclinaison de 5,2° par rapport à l'écliptique.

## Compléments